# Роберт Філіп Ганссен
Роберт Філіп Ганссен (англ. Robert Philip Hanssen; 18 квітня 1944, Чикаго, Іллінойс — 5 червня 2023, в'язниця Флоренс, Колорадо) — американський агент Федерального бюро розслідувань (ФБР), який шпигував на користь радянських та російських спецслужб проти Сполучених Штатів Америки з 1979 до 2001 року. Міністерство юстиції назвало його шпигунство «можливо, найгіршою катастрофою розвідки в історії США».
1979 року, через три роки після того, як Роберт приєднався до ФБР, він звернувся до Головного розвідувального управління (ГРУ) Радянського Союзу, щоб запропонувати свої послуги, розпочавши свій перший цикл шпигунства, який тривав до 1981 року. Він відновив шпигунську діяльність 1985 року і припинив в 1991 році з розпадом СРСР, побоюючись, що його викриють. Ганссен знову відновив спілкування вже зі спецслужбами Росії наступного 1992 року і продовжував його аж до свого арешту. Протягом усього свого шпигунства він залишався анонімним для росіян.
Ганссен продав для КДБ тисячі секретних документів, у яких докладно описувалися стратегія США на випадок ядерної війни, розробки технологій військової зброї та аспекти програми контррозвідки США. Він шпигував одночасно з Олдрічем Еймсом із ЦРУ. І Еймс, і Ганссен скомпрометували імена агентів КДБ, які таємно працювали на США, деякі з яких в СРСР були страчені за зраду. Ганссен також розкрив інформацію про таємний тунель для підслуховування, побудований ФБР під радянським посольством. Після арешту Еймса в 1994 році деякі з цих витоків розвідки залишилися нерозкритими і тому пошуки ще одного шпигуна продовжувались. ФБР заплатило 7 мільйонів доларів агенту КДБ за отримання файлу на анонімного крота, якого ФБР пізніше ідентифікувало як Ганссена за допомогою аналізу відбитків пальців і голосу.
Ганссена було заарештовано 18 лютого 2001 року в парку Фокстон неподалік від його дому у Вашингтоні, в передмісті В'єнни, штат Вірджинія, після того, як він залишив пакет із секретними матеріалами у схованці. Його звинуватили в продажах документів розвідки США для СРСР, а згодом і Росії на суму понад 1,4 млн доларів готівкою та діамантами впродовж двадцяти двох років. Щоб уникнути смертної кари Ганссен визнав себе винним за чотирнадцятьма пунктами звинувачення в шпигунстві та одному — у змові з метою шпигунства. Його засудили до п'ятнадцяти довічних термінів без права умовно-дострокового звільнення. Він перебував у в'язниці ADX Florence до своєї смерті в 2023 році.

## Життєпис
Батько Ганссена був поліцейським. Однак Роберт спочатку спробував знайти себе у цивільній професії – він вивчав хімію, потім вчився на стоматолога, психіатра, зрештою отримав ступінь магістра ділового адміністрування з бухгалтерського обліку.
В студентські роки вивчав російську мову, читав Толстого, Достоєвського, в 60-ті роки велике враження на Ганссена справила книга Філбі "Моя таємна війна", яка була видана в США.

### Кар'єра у ФБР та перша шпигунська діяльність (1976—1981)
Ставши спеціальним агентом 12 січня 1976 року, Ганссена перевели до офісу ФБР у Гері, Індіана. 1978 року він та його сім'я з трьох (пізніше шести) дітей переїхали до Нью-Йорку. Наступного року Ганссена перевели в контррозвідку і йому дали завдання зібрати базу даних радянської розвідки для ФБР. Утримання великої родини вимагало значних коштів, грошей не вистачало. Вже тоді Ганссен звернувся до радянських агентів та запропонував свої послуги в обмін на гроші. Про його діяльність дізналася дружина, яка вимагала у чоловіка припинити "гратися в шпигунів".

### Підрозділ контррозвідки ФБР, подальша шпигунська діяльність (1985—1991)

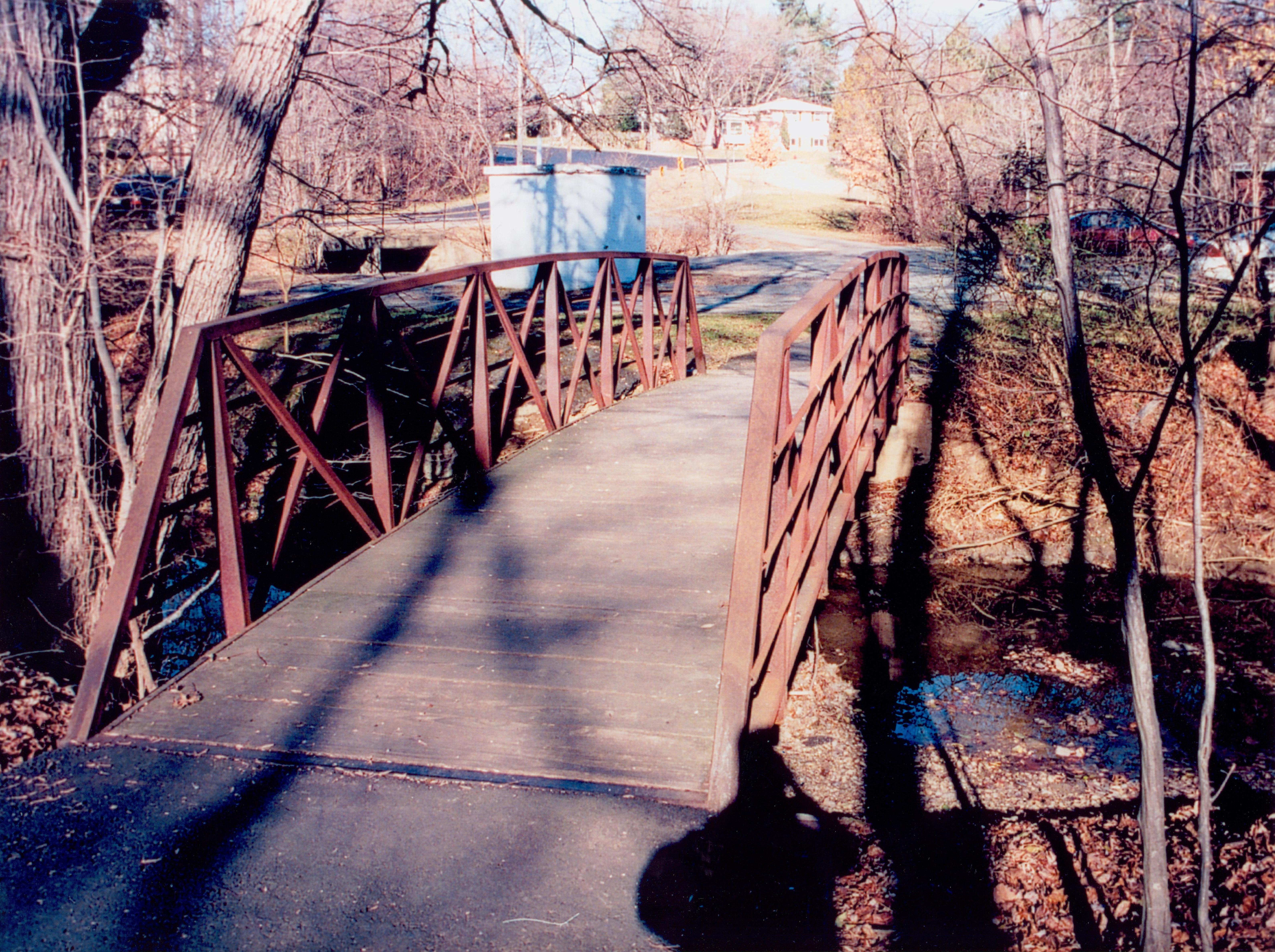
Місце «Ellis» dead drop у Foxstone Park, яке використовував Ганссен, зокрема в день його арешту.

У 1981 році Ганссена перевели до штаб-квартири ФБР у Вашингтоні, округ Колумбія, а його родина переїхала до передмістя В'єнни, Вірджинія. Його нова робота в бюджетному відділі ФБР дала йому доступ до інформації про різні операцій ФБР, що включало діяльність, пов'язану з прослуховуванням та електронним стеженням, за які відповідав Ганссен. Він став відомий у ФБР як комп'ютерний експерт. У 1983 році його перевели до радянського аналітичного відділу, допуск підвищили до грифів вище «цілком таємно».
В цей же час багатодітна родина Ганссена зазнавала фінансових труднощів. Після чотирьох років роботи у Вашингтоні Ганссену довелося переїхати до Нью-Йорку, точніше до його передмістя, де життя було не таким дорогим. У 1983 році начальник Роберта, Томас Шір, повідомив у Вашингтон, що його агенти отримують маленькі зарплати і є потенційно вразливими, але на його застереження не звернули уваги і він звільнився з ФБР. Натомість Ганссен у 1985 році звернувся до радянських агентів листом, в якому запропонував передати оригінали важливих документів в обмін на 100 000 доларів. Також він назвав імена трьох радянських офіцерів КДБ — Сергія Моторіна, Валерія Мартинова та Бориса Южина, — які працювали подвійними агентами на США. Через деякий час Моторіна та Мартинова  стратили, Южин отримав великий строк ув'язнення. Ганссен запропонував простий код для дат, в які буде відбуватися обмін даних на гроші. Упродовж наступних років він передав велику кількість важливої інформації, за що отримав 600 000 доларів у 100-доларових купюрах, деякі ювелірні вироби та годинник Rolex.Також він мав отримати 800 000 доларів на рахунок московського банку на пенсію. Отримані гроші Ганссен у цей час переважно витрачав на освіту дітей і взагалі на родину. Також у 1990 році він познайомився зі стриптизеркою Прісциллою Сью Гелі, на яку витратив приблизно 80 000 доларів. 

### Третій період
Третій період шпигунства Ганссена пов'язаний з роботою на російські спецслужби. У вересні 2000 року один з високопосадовців КДБ продав американцям досьє шпигуна, ім'я якого було секретом і для самих росіян. Але серед матеріалів досьє знаходились сміттєві пакети, в яких Ганссен передавав документи. На цих пакетах були виявлені відбитки пальців, за допомогою яких було встановлено особу шпигуна.  

### Слідство та арешт
Існування двох російських «кротів», які одночасно працювали в органах безпеки та розвідки США — Еймса в ЦРУ та Ганссена у ФБР — ускладнювало роботу контррозвідки в 1990-х роках. Еймс був заарештований 1994 року. Його викриття пояснило багато втрат, яких зазнала розвідка США у 1980-х роках, включаючи арешт та страту Мартинова і Моторіна. Однак дві справи — розслідування Блоха та тунель під посольством — залишилися нерозкритими. Під час розслідування у справі Блоха Еймс перебував у Римі та не міг знати про цю справу чи тунель під посольством, оскільки не працював у ФБР.

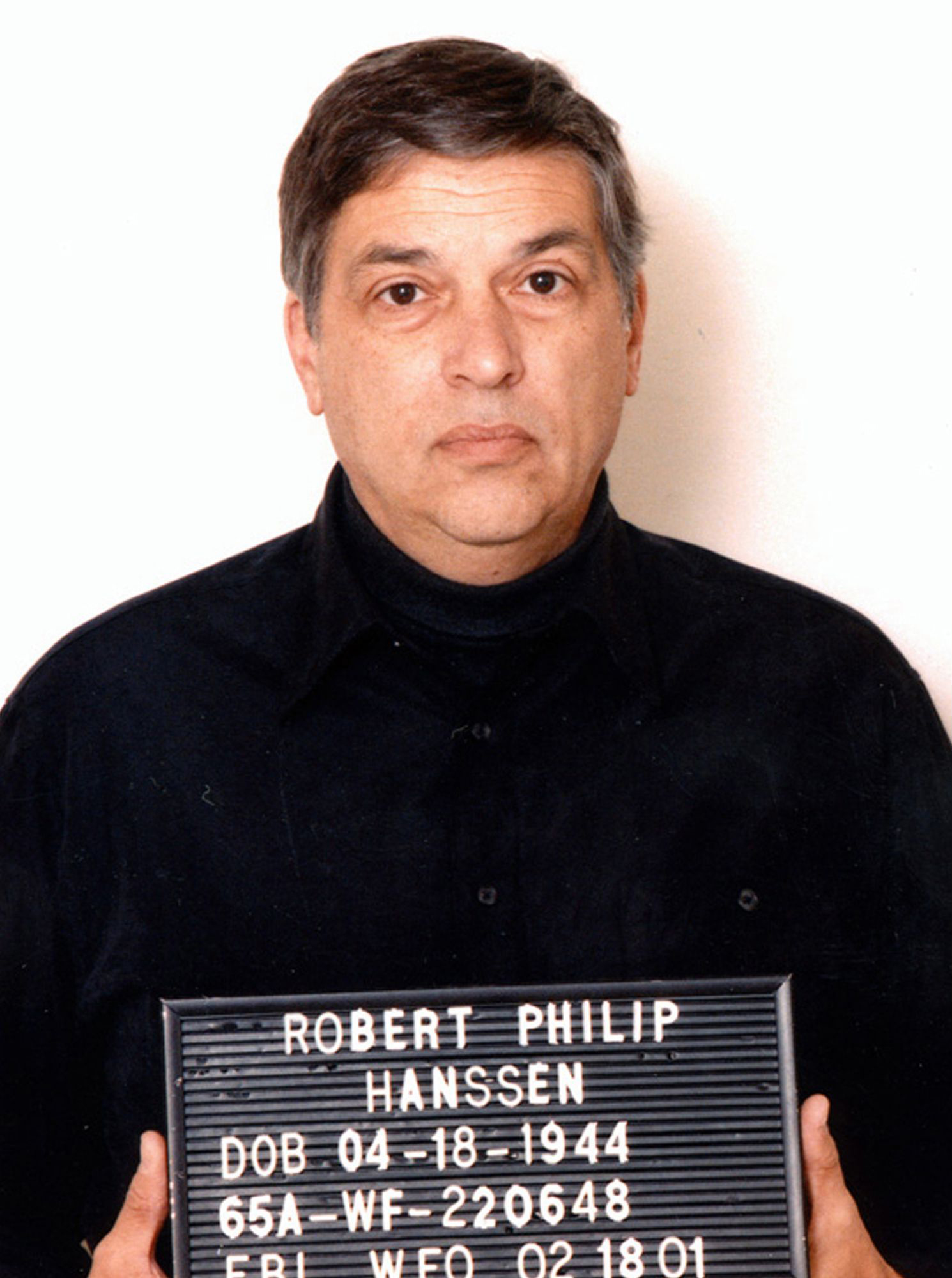
фотографія Ганссена, зроблена в день його арешту

ФБР стежило за Ганссеном й незабаром виявило, що він контактував з росіянами. Щоб повернути його до штаб-квартири ФБР, де за ним можна було пильно стежити та тримати подалі від конфіденційних даних, вони підвищили його в грудні 2000 року. ФБР призначило його на нову посаду, спостерігати за комп'ютерною безпекою ФБР. У січні 2001 року Ганссен отримав офіс та помічника Еріка О'Ніла, який насправді був молодим фахівцем зі спостереження ФБР, якому було доручено стежити за Ганссеном. О'Ніл переконався, що Ганссен використовував КПК Palm III для зберігання своєї інформації. Коли настав зручний момент, О'Ніл зміг на короткий час отримати КПК Гансена та доручити агентам завантажити та розшифрувати його зашифрований вміст, ФБР отримало свої вирішальні докази вини Ганссена у співпраці з росіянами.

### Смерть
5 червня 2023 року Ганссена знайшли у своїй тюремній камері та оголосили мертвим після безуспішних спроб його реанімувати. Йому було 79 років. Ганссен помер природною смертю, доказів вбивства не знайдено.

## Цікаві факти. Риси особистості.
Ганссен був типовим інтровертом, мав унікальну пам'ять, за власним свідченням пам'ятав кожну розмову, яка відбувалася, під час навчання в коледжі міг цитувати лекції "слово в слово".
Через свою дружину, Бонні, віддану католичку, Ганссен перейшов з лютеранства до католицизму і став членом «Opus Dei», консервативної напівтаємної структури всередині римо-католицької церкви і вів показне благочестиве життя. Коли в 70-ті роки Ганссен перший раз пішов на співпрацю з росіянами і отримав 20 тисяч доларів винагороди, то розповів про це дружині. Та порадила покаятися і розповісти про все священнику, який  у свою чергу сказав Ганссену віддати неправедно отримані кошти благодійним організаціям Матері Терези. Знайомі підтверджували, що він був дійсно віруючою людиною, про-лайф активістом і при тому, що шпигував на користь СРСР, вважав цю країну приреченою, бо нею керували комуністи, які не вірили  в Бога.  
Серед колег мав прізвисько "Доктор Смерть" за похмуру вдачу та схильність носити чорний одяг. 
Був шанувальником Джеймса Бонда, колекціонував зброю, в тому числі мав пістолет  Walther PPK, улюблену зброю Бонда.
Ніколи не відкривав росіянам своє справжнє прізвище, використовував ім'я "Рамон Гарсія".
За 25 років роботи в ФБР Ганссен жодного разу не проходив тест на поліграфі.